# لیوسیا هوهانیسیان
لیوسیا (لوسیا، لیودمیلا) ایوانی هوهانیسیان (ارمنی: Լյուսյա (Լուսյա, Լյուդմիլա) Իվանի Հովհաննիսյան؛ انگلیسی: Lusya Hovhannissian؛ ۱۷ سپتامبر ۱۹۲۶ – ۱۸ مارس ۱۹۹۳) یک بازیگر اهل ارمنستان بود. وی بین سال‌های - تا - میلادی فعالیت می‌کرد.

## زندگی‌نامه
وی در ۱۷ سپتامبر ۱۹۲۶ در دونتسک به دنیا آمد و از انستیتو دولتی هنرهای زیبای ایروان (۱۹۴۶) فارغ‌التحصیل شد. وی همچنین برندهٔ جوایزی همچون هنرمند مردمی ارمنستان شوروی (۱۹۷۸) و جایزه دولتی اتحاد شوروی (۱۹۸۱) شده است. وی در ۱۸ مارس ۱۹۹۳ در سن ۶۶ سالگی در ایروان درگذشت.